# Hemaris curtisi
Hemaris curtisi är en fjärilsart som beskrevs av Jean Baptiste Boisduval 1875. Hemaris curtisi ingår i släktet Hemaris och familjen svärmare. Inga underarter finns listade i Catalogue of Life.